# Moineau d'Asie
Passer zarudnyi
Espèce
Répartition géographique
Statut de conservation UICN

 LC  : Préoccupation mineure
Le Moineau d'Asie (Passer zarudnyi), appelé également Moineau de Zarudny, est une espèce de passereau placée dans la famille des Passeridae.

## Répartition
Cet oiseau vit dans les déserts du Sud de l'Asie centrale, en Ouzbékistan et au Turkménistan.

## Systématique
Le Moineau d'Asie a été décrit en 1896 par Theodor Pleske. Il a longtemps été considéré comme une sous-espèce du Moineau blanc (Passer simplex) sous le nom scientifique de Passer simplex zarudnyi. En 2009, Guy M. Kirwan et al. ont préconisé de le considérer comme une espèce à part entière. Le Congrès ornithologique international a répercuté ce changement dans sa classification de référence version 3.5 (2013).